# 4.2cm lePak41
4.2cm lePaK41（または4.2cm PaK41）は、第二次世界大戦中にドイツ軍が採用した対戦車砲である。

## 概要
1941年にマウザー社により開発されたゲルリッヒ砲（口径漸減砲）の一つで、砲尾では口径40.5mmであるが、砲口では29.4mmに減少する。このテーパーのかかった砲身を除く部品の多くは3.7 cm PaK 36対戦車砲から流用されており、外見はPaK36とソ連の45mm対戦車砲M1942の中間といった感じであった。しかし防盾は二重構造になったため、PaK36のように上部を折り畳むことはできなくなっている。威力はPaK36とは比較にならないほど高く、100m先の垂直に立った120mm装甲、500m先の30度傾いた70mm装甲を貫通することができた。
量産はビレラー＆クンツ社によって行われた。しかし他のゲルリヒ砲同様に砲弾に用いるタングステンの供給問題、砲身寿命の短さなどから、1942年までに313門という少数が完成したに止まった。
本砲は陸軍歩兵師団と空軍地上師団に配備され、北アフリカ戦線及び東部戦線で実戦運用された。大半は1944年半ばまでに他の砲と交替したが、終戦の二ヶ月前でも未だ9門の前線配備が記録されている。